# Sankt Michael im Lungau
Sankt Michael im Lungau es una localidad del distrito de Tamsweg, en el estado de Salzburgo, Austria, con una población estimada a principio del año 2018 de 3520 habitantes. 
Se encuentra ubicada al sureste del estado, cerca de la frontera con los estados de Estiria y Carintia.

## Galerìa

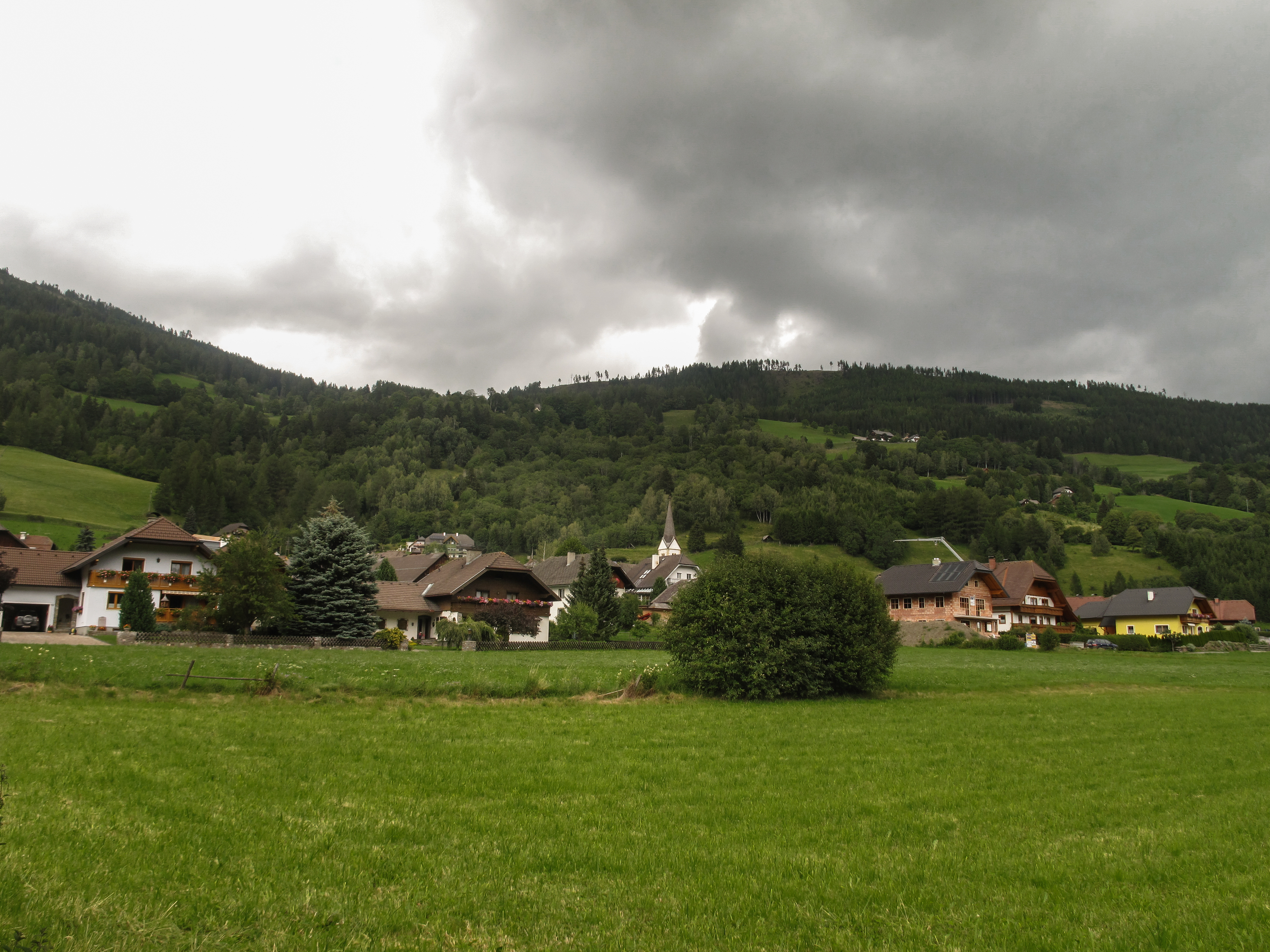
Sankt Martin im Lungau, vista del pueblo
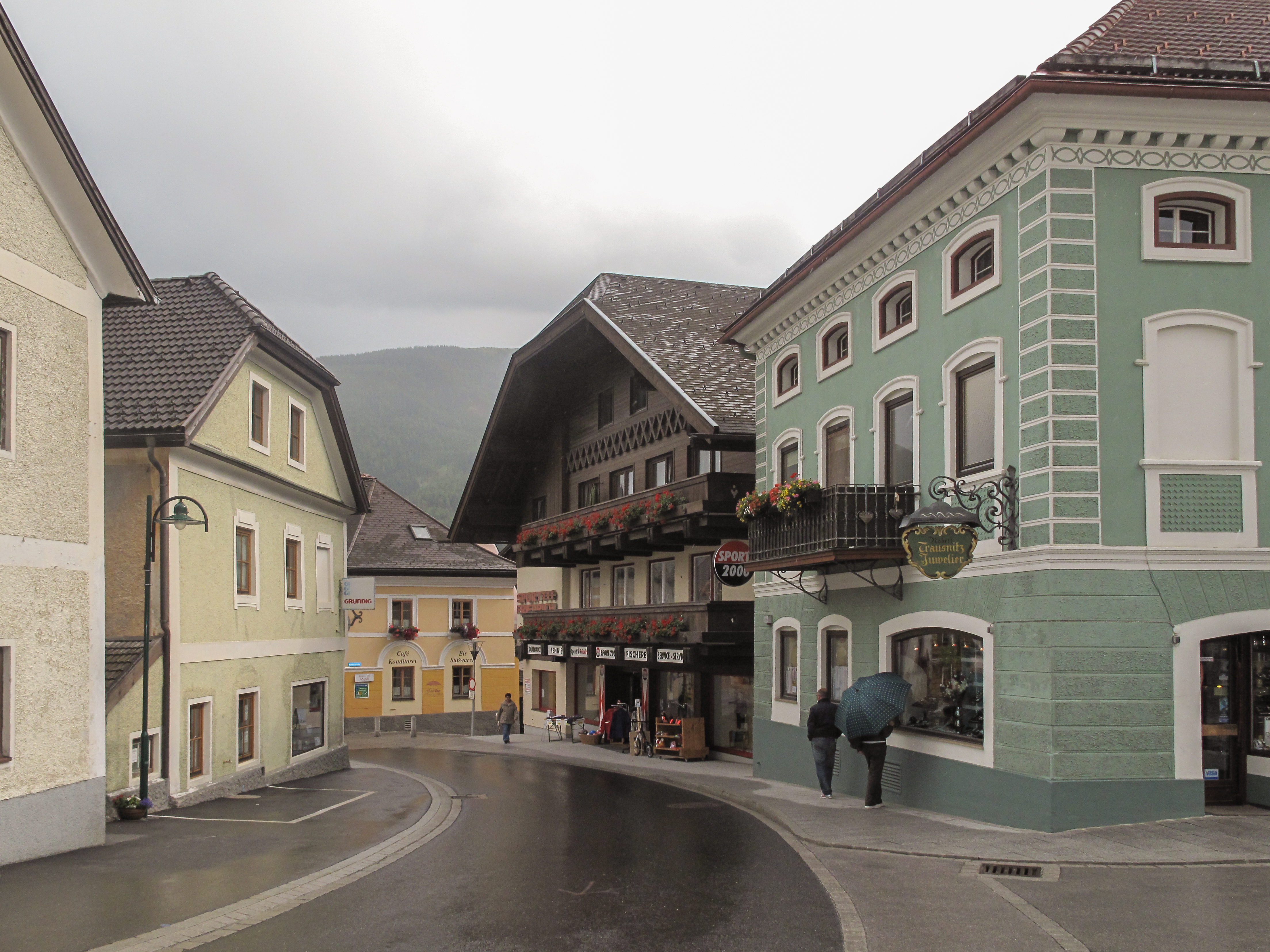
Sankt Michael im Lungau, vista en la calle
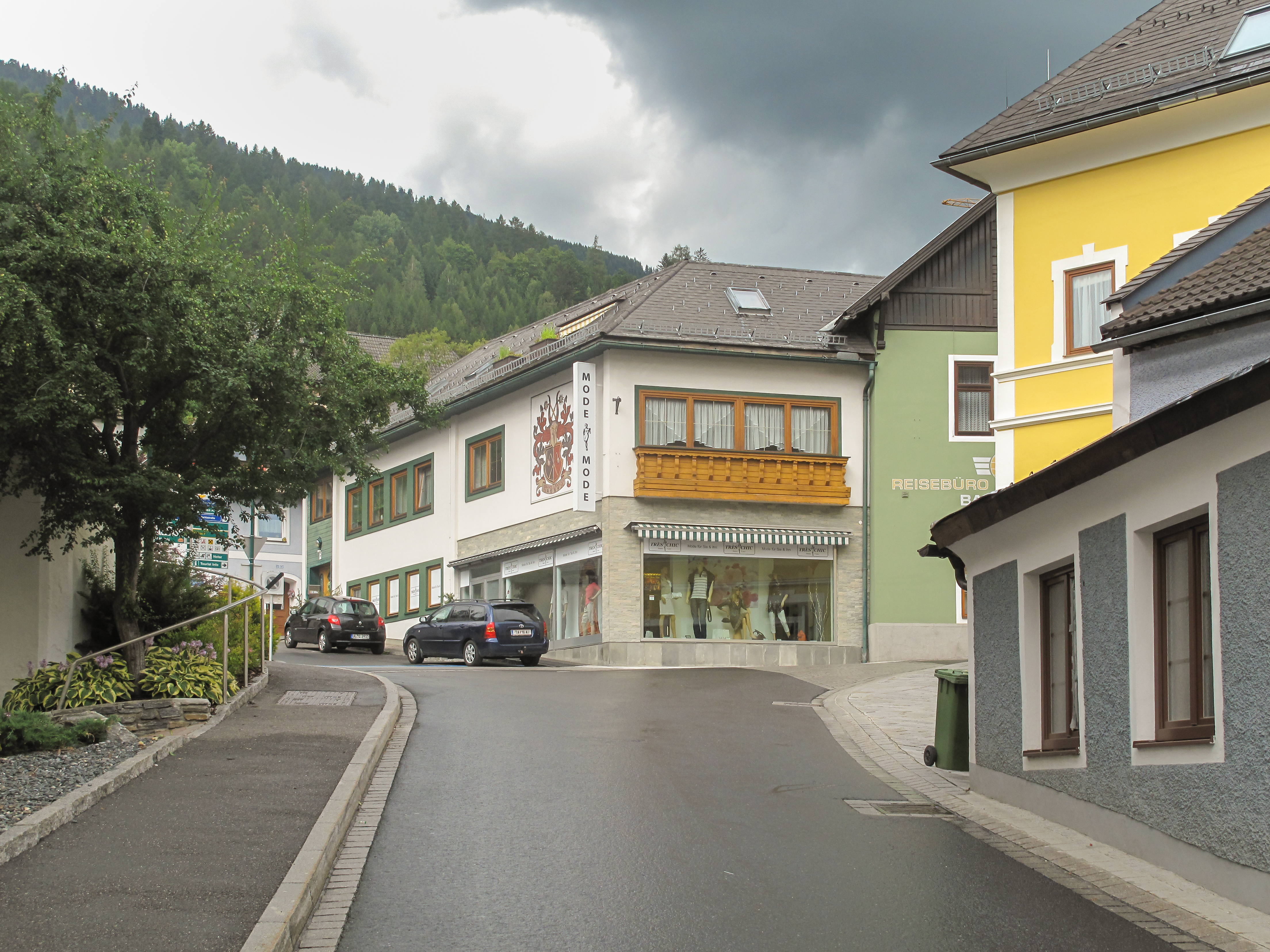
Sankt Michael im Lungau, vista en la calle